# Richard Pribram
Richard Pribram (ur. 21 kwietnia 1847 w Pradze, zm. 7 stycznia 1928 w Berlinie) – austriacki chemik pochodzenia czeskiego.

## Życiorys
Studiował chemię na Uniwersytecie Karola w Pradze, a następnie na Uniwersytecie Ludwika i Maksymiliana w Monachium pod kierunkiem Justusa von Liebiga. W 1869 obronił pracę doktorską i wyjechał do Lipska, gdzie został asystentem w Katedrze Chemii Organicznej Instytutu Fizjologii. Rok później powrócił do Pragi, gdzie został asystentem w Instytucie Zoologii Uniwersytetu Karola w Pradze. W 1872 obronił pracę habilitacyjną i przez dwa lata pracował jako wykładowca, a następnie wyjechał do Czerniowiec, gdzie powstała szkoła handlowa. W 1875 przeniósł się na tamtejszy uniwersytet, gdzie po roku uzyskał tytuł profesora nadzwyczajnego, a w 1879 został profesorem chemii ogólnej i analitycznej. Od 1883 do 1884 był dziekanem Wydziału Chemicznego, a od 1891 do 1892 rektorem uczelni. Po przejściu na emeryturę w 1906 przeniósł się do Berlina, gdzie zmarł w 1928, spoczywa na Friedhof Heerstraße.

## Praca naukowa
Prowadził badania chemiczne nad źródłami wody mineralnej w Bukowinie, wspólnie z Aloisem Handlem prowadził doświadczenia nad lepkością związków organicznych. W 1893 z Neumannem Wenderem opracował wytyczne dotyczące badań probierczych i oznaczania leków dla farmaceutów, chemików, lekarzy i pracowników medycznych pt. Anleitung zur Prüfung und Gehaltsbestimmung der Arzneistoffe für Apotheker, Chemiker, Aerzte und Sanitätsbeamte.